# محمد الشرقاوي (سياسي مغربي)
محمد الشرقاوي (1921 - 31 ديسمبر 2022)، هو دبلوماسي وسياسي مغربي، متزوج من الأميرة مليكة أميرة المغرب.
شغل عدة مرات منصب وزير في عدة حكومات مغربية، كما شغل منصب سفير المغرب لدى فرنسا من عام 1961 إلى عام 1964 وكان أيضًا أحد الموقعين على وثيقة الاستقلال المغربية لعام 1944.